# 西条柿
西条柿（さいじょうがき）は、広島県西条（現在の東広島市西条町寺家）発祥の渋柿の品種である。今日、各地に植えられている西条柿の原木がこの地にあったことから「西条柿発祥の地」として東広島市の市史跡に指定されており、県・市重要文化財の仏像群も安置されている。戦国時代には武田信玄が甲斐国一円に栽培を奨励し、峡中八珍の一つとして世に聞こえたといわれる。発祥は約800年前とされ、古くから名高い柿である。西条の美味は"西条酒"と"西条柿"ともいわれ、文献により柿の王様と書かれたものもある。

## 特徴
果実の外観が他の主要品種と大きく異なり、果皮は赤みが少ない淡黄色で形状は縦長の卵形、側面に4本のへこみが現れる独特な形を持つ。このため干し柿を作る際にも機械ではなく、ひとつひとつ手作業で皮むきをする必要がある。そのままでは渋くて食べられない。しかしドライアイスによる渋抜きという方法を用いて甘柿として生食する。ドライアイス脱渋果は肉質が緻密で、糖度・風味ともに優れ、食味が良い。柿の平均糖度は16度だが、一般的な西条柿は約18度となり、柿の中でもトップクラスの糖度を誇る。5月下旬～6月上旬頃に花を咲かせ、10月上旬頃から11月中頃まで収穫が行われる。食べ頃の旬は10月中旬から11月上旬頃。干し柿としては最高級原料とされているが、脱渋後数日で果肉が軟らかくなり、果皮の黒変が始まり、日持ちが悪いという欠点がある。

## 歴史
江戸時代初期に書かれたと推定される 『長補寺縁起』に「延応元年（1239年）、安芸国賀茂郡西条（現在の広島県東広島市西条町寺家）にある長尾山医王院長福寺の僧良信が、寺の境内にある薬師如来の霊夢のお告げにより、弟子常信を鎌倉の永福寺に遣わし、零柿種子を求めさせ、これを堂の側に蒔き、苗木を植栽したところ7年目に結実したことに始まった」と書かれている。良信はこれを干し柿として将軍と、永福寺に献じたが、以来寺は年々献上することを例とした。鎌倉幕府第4代将軍藤原頼経の子が疱瘡を患った際に、全く食事も出来ない病状の中、長福寺から献じられた西条柿を食したところ病いが完治したことから、長福寺に良田八町の寺領が寄進され、以降代々の将軍に毎年西条柿を献上したと伝えられている。当初は長福寺のカキだけが『西条柿』という固有名詞で呼ばれ、他の接ぎ木した樹は単に『渋柿』または『つるし柿』と呼ばれていたとされる。干し柿としての名声は近隣に広がり、吉土実村・御薗宇村・寺西村・川上村・原村・郷田村・造賀村（全て現在の東広島市）などに渡って栽植され、西条柿が方々で名声を高めた。繁殖法として接ぎ木が一般化されてからは、広島県西条を中心に中四国地方に伝播されていった。なお長福寺の原木は江戸時代後期、文政末期（1829年）に樹齢583年で枯死しており現存しない。

### 各地への伝播
戦国時代に当地の武将・毛利元就も愛したとされ、室町時代末期の毛利氏と尼子氏の対決時代には、尼子攻めに来た毛利の軍勢が、西条柿を安芸地方から石見国（島根県西部）に持ち込んだとされ、両者の古戦場跡地や旧街道筋、お寺等には樹齢500年を超える西条柿の古木が多数点在している。今日島根県の栽培面積は100haを超え、全国一である。
出雲では「西条柿は安芸国から伝わってきた」という言い伝えがある。渋柿の西条柿は干し柿にすれば長く保存が利く。毛利・尼子の農民兵士もそこに着目した。毛利軍による伝播説が残る島根県東出雲町畑集落は、尼子氏の富田城に対峙した毛利軍陣地の京羅木山の中腹に位置する。かつて集落の各所にあった西条柿の古木は切られてしまったが、復活を願う地区住民の熱意が実り、今日では県内有数の西条柿の産地に生まれ変わった。西条柿は遺伝的に雄花がないため、山柿などと他家受粉して雑種化する。その果実は小さく、味もマズい。大きくて美味しい西条柿の特性を残すためには、原木由来の若枝を穂木として接ぎ木する必要がある。毛利、或いは尼子の兵士たちが、鋭利な刃物として兵士の脇差しを使い、今日いうクローン技術で、それを行ったものと考えられる。古木に残る接ぎ木痕は、そうした先端技術が当時の農民にあったことを証明している。西条柿の古木は昔人の生き様が詰まった自然の文化遺産であり、特異な品種形態を持つ貴重な遺伝資源でもある。
また武田信玄も甲斐国一円に西条柿の栽培を奨励し、峡中八珍の一つとして世に聞こえたといわれる。天正年間（1573年～1592年）に甲斐2万石を領した浅野長政がこれに目を付け、その子浅野長晟が元和5年（1619年）、紀州の国守から広島43万石に転封となったおり、甲斐の柿苗を移植し以後、西条柿奉行というポストまで設置して柿の増産に力を入れ、藩財政へ貢献したとされる。西条柿の干し柿は16世紀頃の戦国時代には、飢饉のときの保存食や戦のときの兵糧として珍重された。西条柿が古文書などに記されるようになるのは江戸時代に入ってからで、江戸時代には萩でも毛利の殿様に献上された。西条柿の干し柿は安芸国の名菓として知られた。寛政の書上帳に「西条柿を干柿にしたものは、大和国（奈良県）の生柿や美濃国（岐阜県）の熟柿以上に美味である」と記されている。また文政の国郡志御用書上帳には「異国の名産品が集まる肥前国長崎港において果物では安芸国の西条柿が一番である」と記されているといわれる。

## 栽培
原産地の広島県他、中国地方全県等、西日本を中心に広く栽培され、2018年（平成30年）の栽培面積は197.5haで、柿のランキングでは全国10位、1.7%にあたる。栽培面積は島根県が日本一で、当地の特産品となっている。特に島根県出雲市平田（旧平田市）平田地域は、日本一の西条柿産地と言われる。原産地の東広島市では栽培が一時廃れたが、近年では「原産西条柿」と銘うち、約百数十軒の農家により約50haの産地が形成され、近在の市場を中心に出荷している。2012年（平成24年）の県別栽培面積は、島根県（101.2ha）、岡山県（65.0ha）、鳥取県（43.2ha）、山口県（38.0ha）、広島県（18.9ha）、香川県（8.4ha）、愛媛県（6.7ha）、大分県（5.0ha）、宮崎県（3.9ha）、福岡県（3.0ha）、その他（2.1ha）の順になっている。2019年（令和元年）では、1位、島根県（139ha）で2位は鳥取県の(65ha)となっている。

## 用途
渋柿のため、長らく干し柿として食べられてきた。昭和に入りドライアイスを使った脱渋が行われるようになって渋抜きをして生でも食べるようになってから一気に広まったとされる。脱渋して生で食するほか、ドライフルーツやアイスなどもあるという。
かつて西条柿を原料とする広島銘菓「安芸路」は、もみじ饅頭が有名になる前は、祇園坊柿を原料とする「柿羊羹」「川通り餅」と並んで「広島の三大土産」に数えられた。温和な気候に恵まれた安芸国は、古くから中つ国として史上幾多の事蹟と浪漫を残し、波静かな絶景を鑑賞しながら、西に東に旅を続ける人々に文化の香り高い平穏な地としてこよなき想い出と情緒を印象づけた。
西条柿は吊るしガキにして柿羊羹等にも使われた。広島には同じ柿ようかんの原料として利用される祇園坊柿というやはり広島を原産とする柿の品種があり、これを加工したものを祇園坊と呼ぶ。

## 海外展開
消費の大半は中国地方で、他地方の消費は少量にとどまる。販路が広がらないのは、前述のように日持ちが悪いこと、形状や色味が全国に流通する富有柿などと異なるため、他地域ではなじみがないことが主因とされている。2020年代より、栽培面積日本一の島根県JAしまねが、東アジアや東南アジアに販路を拡大している。